# Imogen Wolff
Imogen Wolff (* 26. März 2006) ist eine britische Radrennfahrerin, die auf der Straße, der Bahn und im Cyclocross aktiv ist.

## Sportliche Laufbahn
Als Juniorin Mitglied in der British Junior Cycling Academy des britischen Radsportverbandes, erzielte Wolff ihre größten Erfolge auf der Bahn. Bei den Bahnradsport-Europameisterschaften der Junioren 2024 in Cottbus gewann sie mit dem Team die Silbermedaille in der Mannschaftsverfolgung. Bei den folgenden Junioren-Weltmeisterschaften im chinesischen Luoyang wurde sie mit dem Team in derselben Besetzung Junioren-Weltmeisterin in der Mannschaftsverfolgung mit neuem Junioren-Weltrekord. Zwei Tage später sicherte sie sich auch den Titel im Punktefahren.
Im Cyclocross wurde Wolff 2023 britische Junioren-Meisterin. Auf internationaler Ebene kam sie regelmäßig unter die Top 10. Beste Weltcupplatzierung war der zweite Platz beim Scheldecross im Dezember 2023, bei den Europameisterschaften 2023 war sie Mitglied der silbernen Mixed-Staffel. Im Einzelrennen belegte sie den fünften Platz, bei den Weltmeisterschaften wurde sie Siebte.
Auch auf der Straße erreichte Wolff 2023 und 2024 zahlreiche Spitzenplatzierungen, unter anderem als Vierte der Juniorinnen-Rennen von Gent-Wevelgem und der Flandern-Rundfahrt sowie in der Gesamtwertung der Tour du Gévaudan Occitanie femmes. In der zweiten Saisonhälfte 2024 erhielt sie die Möglichkeit, als Stagiaire für das Team Visma-Lease a Bike zu fahren. Beim Grand Prix de Fourmies kam sie als 13. sofort in die Punkteränge. Zur Saison 2025 wurde sie unmittelbar mit dem Wechsel in die U23 in das UCI Women’s WorldTeam von Visma-Lease a Bike übernommen.

## Erfolge

### Bahn
2024
- Junioren-Europameisterschaften – Mannschaftsverfolgung (mit Cat Ferguson, Carys Lloyd und Erin Boothman)
- Junioren-Weltmeisterin – Mannschaftsverfolgung (mit Cat Ferguson, Carys Lloyd und Erin Boothman)
- Junioren-Weltmeisterin – Punktefahren

### Cyclocross
2022/2023
- Britische Junioren-Meisterin

2023/2024
- Europameisterschaften – Mixed-Staffel

### Straße
2024
- Piccolo Trofeo Alfredo Binda
- Weltmeisterschaften – Einzelzeitfahren (Junioren)

2025
- eine Etappe und Nachwuchswertung Vuelta Extremadura